# Campionati mondiali di short track 1999
La XIX edizione dei Campionati mondiali di short track (World Short Track Speed Skating Championships), ufficialmente organizzati con tale denominazione dalla International Skating Union (Federazione internazionale di pattinaggio su ghiaccio), si è tenuta dal 19 al 21 marzo del 1999 a Sofia in Bulgaria.

## Podi

### Donne
| Evento               | Oro                                                                 | Tempo     | Argento                                                                            | Tempo    | Bronzo                                                                                   | Tempo    |
| Classifica generale* | Yang Yang (A) Cina                                                  | 123 punti | Yang Yang (S) Cina                                                                 | 81 punti | Kim Moon-jung Corea del Sud                                                              | 47 punti |
| 500 m                | Yang Yang (A) Cina                                                  | 44.640    | Evgenija Radanova Bulgaria                                                         | 44.789   | Yang Yang (S) Cina                                                                       | 44.889   |
| 1000 m               | Yang Yang (A) Cina                                                  | 1:37.440  | Yang Yang (S) Cina                                                                 | 1:37.547 | Kim Moon-jung Corea del Sud                                                              | 1:37.675 |
| 1500 m               | Yang Yang (S) Cina                                                  | 2:34.645  | Yang Yang (A) Cina                                                                 | 2:34.825 | Kim Moon-jung Corea del Sud                                                              | 2:34.997 |
| 3000 m               | Yang Yang (A) Cina                                                  | 5:48.541  | Kim Moon-jung Corea del Sud                                                        | 5:48.573 | Yang Yang (S) Cina                                                                       | 5:49.381 |
| Staffetta 3000 m     | Cina Yang Yang (A) Yang Yang (S) Chunlu Wang Dandan Sun Xiaging Liu | 4:23.725  | Italia Barbara Baldissera Marinella Canclini Marta Capurso Katja Colturi Mara Zini | 4:25.131 | Bulgaria Evgenija Radanova Daniela Vlaeva Anna Krasteva Marina Georgieva Kristina Vuteva | 4:25.930 |

### Uomini
| Evento               | Oro                                       | Tempo    | Argento                                                           | Tempo    | Bronzo                                                                                 | Tempo    |
| Classifica generale* | Li Jiajun Cina                            | 81 punti | Terao Satoru Giappone                                             | 76 punti | Fabio Carta Italia                                                                     | 60 punti |
| 500 m                | Li Jiajun Cina                            | 42.565   | Apolo Anton Ohno Stati Uniti                                      | 42.679   | Fabio Carta Italia                                                                     | 43.072   |
| 1000 m               | Terao Satoru Giappone                     | 1:30.913 | Kim Dong-sung Corea del Sud                                       | 1:31.242 | Andrew Quinn Canada                                                                    | 1:31.935 |
| 1500 m               | Fabio Carta Italia                        | 2:27.533 | Terao Satoru Giappone                                             | 2:27.673 | Li Jiajun Cina                                                                         | 2:27.883 |
| 3000 m               | Li Jiajun Cina                            | 5:11.544 | Terao Satoru Giappone                                             | 5:11.663 | Fabio Carta Italia                                                                     | 5:11.673 |
| Staffetta 5000 m     | Cina Li Jiajun Ye Yuan Kai Feng An Yulong | 7:07.395 | Corea del Sud Kim Dong-Sung Lee Seung-Jai Baek Kuk-Kun Min Ryoung | 7:09.725 | Canada François-Louis Tremblay Éric Bédard Derrick Campbell Jeff Scholten Andrew Quinn | 7:13.806 |

## Medagliere
| Pos.  | Paese         | Oro | Argento | Bronzo | Totale |
| ----- | ------------- | --- | ------- | ------ | ------ |
| 1     | Cina          | 10  | 3       | 3      | 16     |
| 2     | Giappone      | 1   | 3       | 0      | 4      |
| 3     | Italia        | 1   | 1       | 3      | 5      |
| 4     | Corea del Sud | 0   | 3       | 3      | 6      |
| 5     | Bulgaria      | 0   | 1       | 1      | 2      |
| 6     | Stati Uniti   | 0   | 1       | 0      | 1      |
| 7     | Canada        | 0   | 0       | 2      | 2      |
| Total | Total         | 12  | 12      | 12     | 36     |